# Julius Theodor Bagmihl
Julius Theodor Bagmihl (mort vers 1858) est peintre et professeur de dessin à Stettin au XIXe siècle.

## Biographie
Le livre Pommersches Wappenbuch publié en cinq volumes entre 1846 et 1855 à Stettin, peut être considéré comme l'œuvre exceptionnelle de sa vie. Celui-ci contient non seulement des illustrations d'armoiries et de sceaux, mais aussi des esquisses plus ou moins courtes sur les différentes familles de la noblesse de Poméranie, leurs mentions dans les documents et leurs propriétés.
La collection Bagmihl, issue de son héritage, est rachetée en 1858 par les archives d'État de Stettin. Il s'agit de collections de matériel sur l'histoire de la noblesse poméranienne et de  généalogies de différentes familles. Elle y est conservée sous la cote Rep. 40 : III n° 2 à 6, 25, 31. IV n° 2, 10, 12.
Grâce à son travail, Bagmihl apporte une contribution importante à la collecte et à la fixation de l'histoire de la Poméranie.